# المسيحية في أمريكا الجنوبية

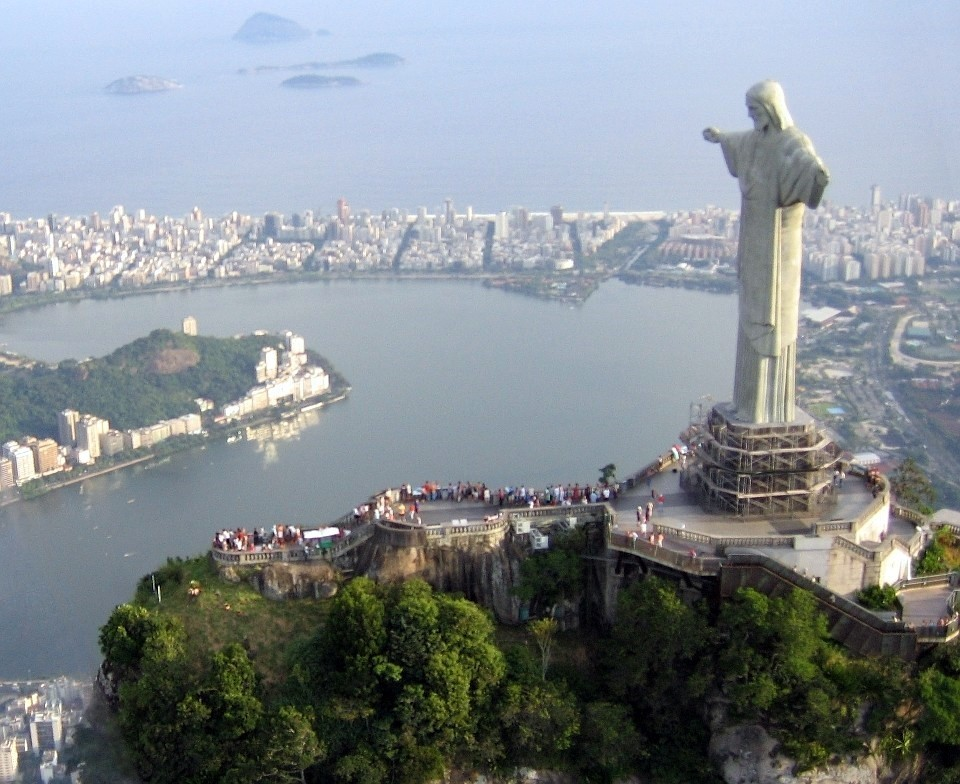
تمثال المسيح الفادي يطل على مدينة ريو دي جانيرو، رمز المسيحية في أمريكا الجنوبية.

المسيحية في أمريكا الجنوبية هي الديانة السائدة والمهيمنة، الغالبية العظمى (93%) من سكان أمريكا الجنوبية من المسيحيين، مُعظمهم من أتباع الكنيسة الرومانية الكاثوليكية، وحوالي 70% من سكان أمريكا الجنوبية يعرّفون أنفسهم ككاثوليك. وأفادت دراسة عام 2012 أجراها مركز بيو الاميركي للأبحاث حول الديانات إلى أنّ عدد المسيحيين في اميركا اللاتينية وجزر الكاريبي يصل إلى 531,280,000.
كونها منطقة بالإضافة إلى أمريكا الوسطى تستخدم فيها في المقام الأول اللغات الرومانسية (أي، التي اشتقت من اللغة اللاتينية)- خصوصًا الإسبانية والبرتغالية، والفرنسية بنسب مختلفة فتسمى أيضًا بأمريكا اللاتينية. يُطلق على أمريكا اللاتينية القارة الكاثوليكية كونها منطقة تسود فيها الرومانيّة الكاثوليكيّة ومشعبّة بثقافة وحضارة مسيحية كاثوليكية.
تحتضن أمريكا الجنوبية ثاني أكبر الدول المسيحية في العالم، البرازيل وهي أيضًا أكبر دولة كاثوليكية في العالم. يُذكر أنّ مدينة مكسيكو وساو باولو البرازيلية تُعد أكبر التجمعات الحضرية الكاثوليكية في العالم. تعتبر القديسة روزا من ليما والسيدة غوادالوبي وفقًا للتقاليد المسيحية رعاة القارة اللاتينية. يُعتبر الحبر الأعظم البابا فرنسيس، أول بابا من العالم الجديد وأمريكا الجنوبية والأرجنتين.

## تاريخ

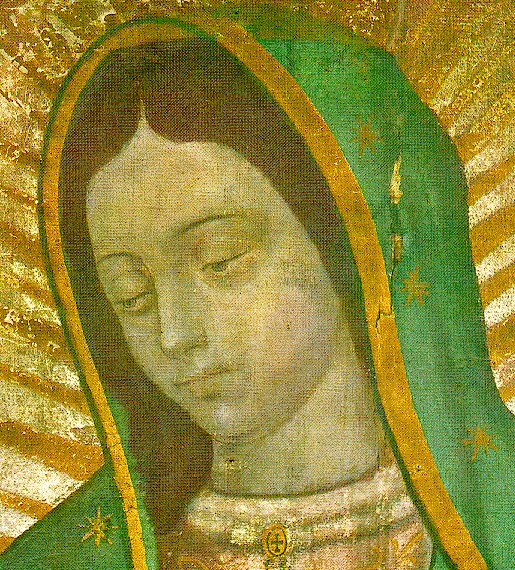
السيدة غوادالوبي راعية القارة اللاتينية.

تزامن تبشير أمريكا الجنوبيّة مع اكتشاف هذه المناطق في القرن الخامس عشر. فقد وصل إليها المرسلون والمبشرّون غداة اكتشافها. وكانت الجمعيات الرهبانية مثل الدومنيكان والفرنسيسكان واليسوعيون وغيرهم أول وصل للهذه القارة لهذا العمل. أوفد اليسوعيين بعثات كثيرة حول العالم لنشر الإنجيل، لاسيّما في المستعمرات البرتغالية والإسبانية والفرنسية في العالم الجديد، وعمدوا أيضًا إلى تأسيس مستوطنات بشرية تحولت إلى مدن كبرى لاحقًا مثل وريو دي جانيرو وساو باولو.
تصرفت الجيوش الإسبانية والبرتغاليّة بوحشية ولقد برز بين هؤلاء المرسلين الذين دافعوا عن حقوق وحرية بارتولومي دي لاس كاساس والذي كان لفترة من الوقت أسقفا على تشياباس في المكسيك، وهو معروف إلى الأجيال القادمة بلقب رسول الهنود، إذ كانت له مساعي لرفع الظلم الذي وقع عليهم بعد الغزو الإسباني.
ومع كثافة عملية تحويل السكان الأصليين في أمريكا الجنوبية للمسيحية، وقد تعزز الوجود الكاثوليكي بفضل الهجرة الكبيرة من الدول الأوروبية إلى القارة خصوصًا إلى دول المخروط الجنوبي. اليوم الغالبية العظمى من سكان قارة أمريكا الجنوبية مسيحيون.
في بداية القرن العشرين ارتبطت الكنيسة الكاثوليكية ارتباطًا وثيقًا بالقيادات العسكرية والأثرياء من كبار ملاك الأراضي الذين تحكموا في كثير من حكومات أمريكا اللاتينية. ولكن مع ذلك ومنذ نهاية الستينيات من القرن العشرين ازداد نشاط الكنيسة في النضال من أجل حقوق الإنسان والعدالة الاجتماعية. وقد قام كثير من قيادات الكنيسة أبرزهم أوسكار روميرو رئيس أساقفة السلفادور بنقد حكومات أمريكا اللاتينية بشدة لفشلها في توفير الخدمات المناسبة للفقراء. في الأرجنتين عارض قادة الكنيسة وبأشكال مختلفة سياسات خوان بيرون والتكتيكات العنيفة من الحرب القذرة، أمّا في البرازيل وعلى الرغم من دعم كبار رجال الدين الجيش والحكومة الديكتاتورية، تمكن الجناح التقدمي لجعل الكنيسة عمليًا أحد أبرز الواجهات الشرعية للمقاومة والدفاع عن حقوق الإنسان الأساسية أثناء فترة الحكم العسكري، ولقد قام الرئيس السابق لويس إيناسيو لولا دا سيلفا في العديد من برامج الأصلاح الأجتماعي لحل مشكلة الفقر، من خلال وقف عمليات تصنيع الأسلحة، وذلك تأثرًا من عقيدة وحركة لاهوت التحرير. وفي التشيلي خلال نظام أوغستو بينوشيه وأسرته، وإن كان بعض الأساقفة الكاثوليك والكهنة قد دعم النظام، الاّ أن البعض الآخر تحت قيادة رئيس أساقفة سانتياغو الكاردينال راؤول سيلفا إنريكيز ناضلوا ضد النظام.
وفقاً لدليل أكسفورد للتحويل الديني تكسب المسيحية في أمريكا اللاتينية سنوياً حوالي 14.5 مليون شخص بسبب عوامل مثل الولادة والتحول الديني والهجرة، في حين تفقد سنوياً 7.9 مليون شخص بسبب عوامل مثل الوفاة والارتداد الديني والهجرة. ويولد حوالي 10.6 مليون طفل مسيحي في أمريكا اللاتينية بالمقارنة مع وفاة 3.1 مليون مسيحي، ويعتنق المسيحية سنوياً حوالي 3.8 مليون شخص في أمريكا اللاتينية في حين يرتد حوالي 2.7 مليون شخص عن المسيحية سنوياً، ويتحول معظمهم إلى اللادينية والإلحاد. وبحسب المصدر تلعب الهجرة دوراً في التركيبة السكانية لمسيحيي أمريكا اللاتينية، حيث يهاجر 2.1 مليون مسيحي سنوياً من القارة، بالمقابل يهاجر 10,000 مسيحي إلى القارة. ويشكل المسيحيين الأمريكيين اللاتينيين نصف المهاجرين المسيحيين في العالم. وبحسب تقرير واشنطن بوست يقدر نمو الخمسينية في أمريكا اللاتينية بثلاثة أضعاف معدل النمو الكاثوليكي،

## المذاهب المسيحية

### الكنيسة الكاثوليكية

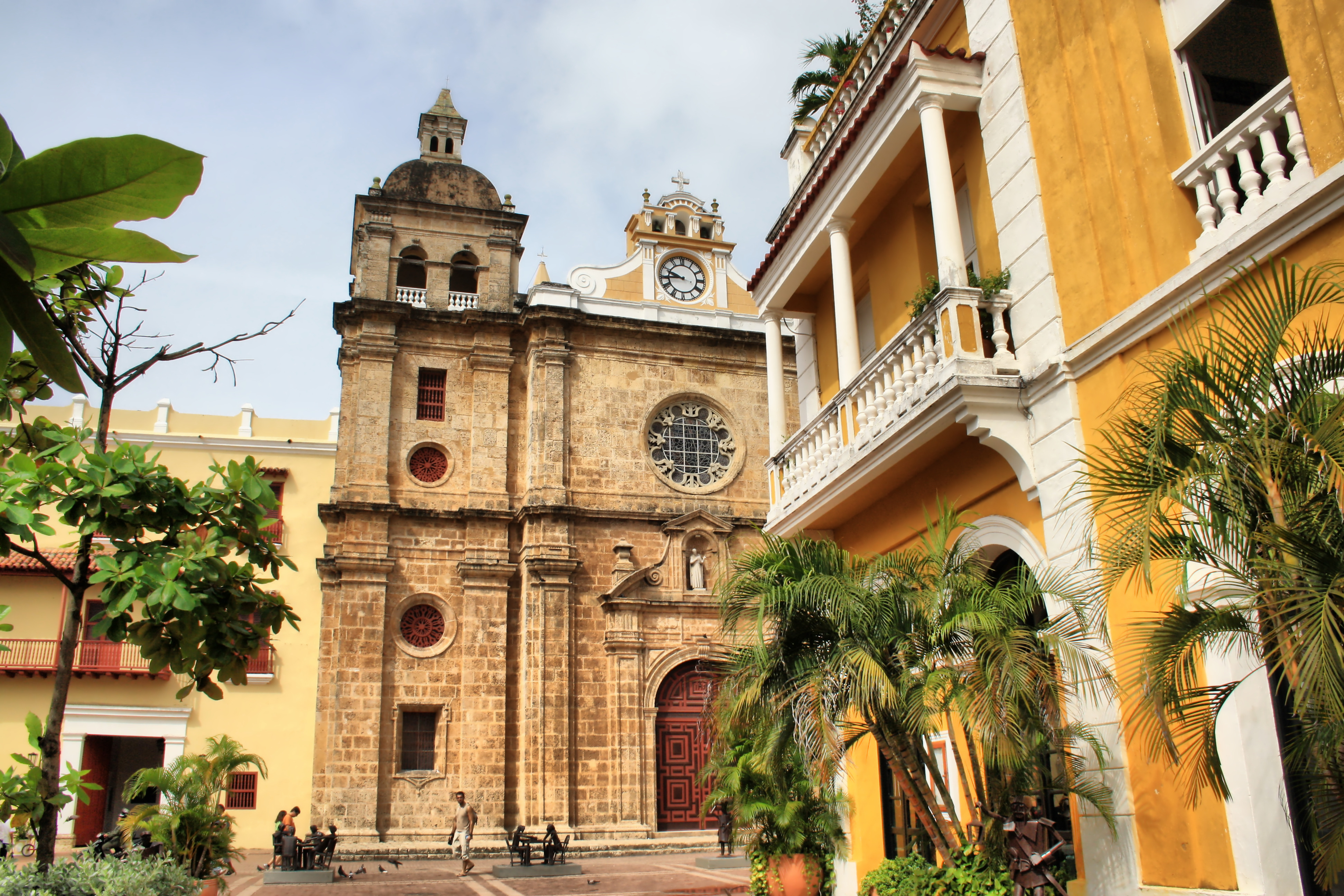
كاتدرائيَّة كارتاخينا في ، وهي من مواقع التراث العالمي.

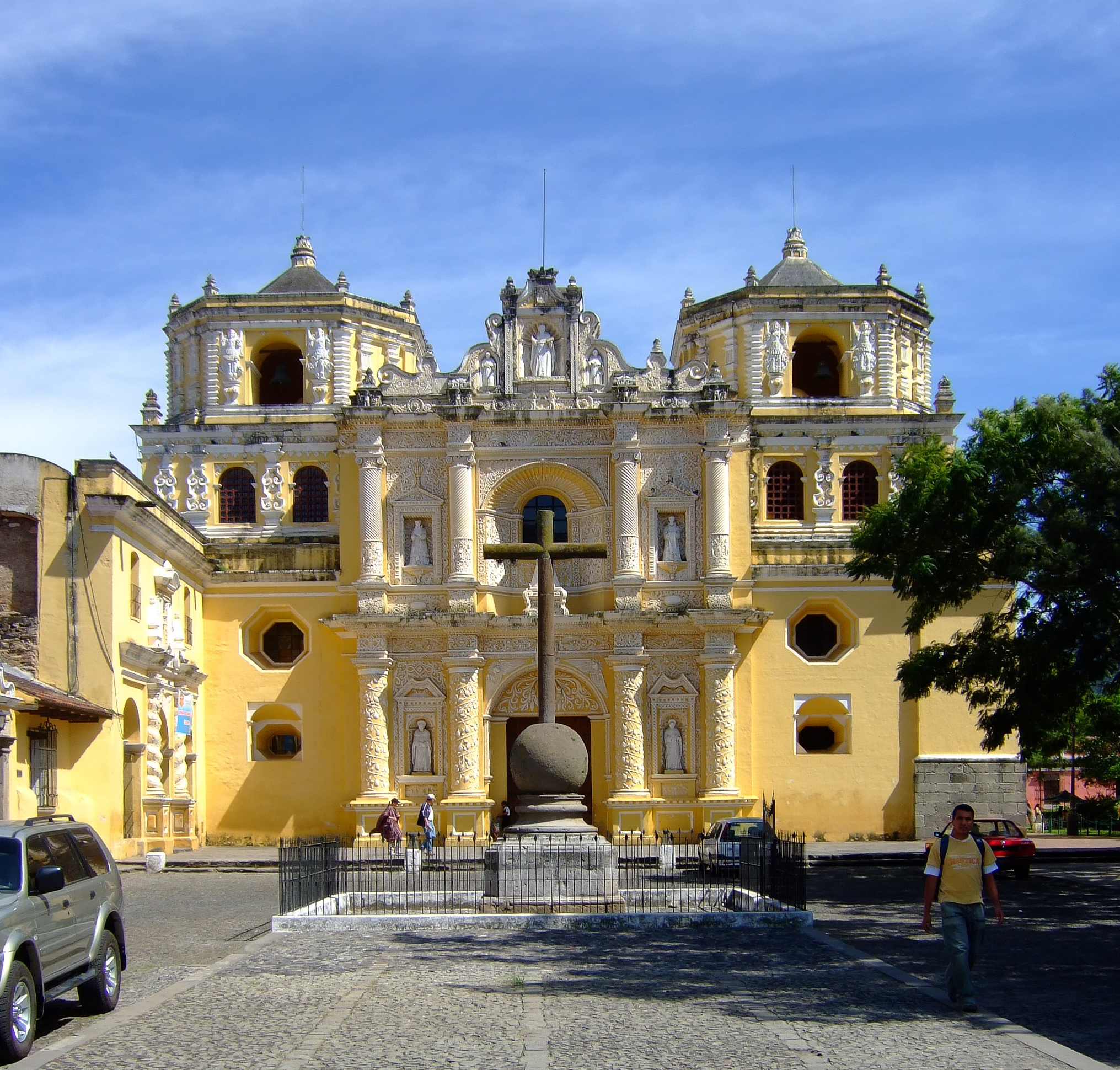
كاتدرائيَّة سيدة الأحزان في.

تضم أمريكا الجنوبية أكبر تجمع كاثوليكي في العالم، وكثيرًا ما يطلق عليها بالقارة الكاثوليكية، كون غالبية السكان من الكاثوليك، كذلك فان 40% من كاثوليك العالم يعيشون في أمريكا اللاتينية. تمارس الكنيسة الرومانية الكاثوليكية تأثيرًا كبيرًا على حياة الناس اليومية في بعض أقطار أمريكا اللاتينية. يمثل موظفو الكنيسة مختلف الأفكار السياسية ويشاركون في كل مستويات النشاط الحكومي، ولهم دور فعال في مجالس الإدارة للهيئات المختصة بكل التخطيط والأعمال الخيرية. وبالإضافة إلى قيامهم بممارسة واجبات شعائرهم الدينية. فإن قساوسة الأحياء والقرى يعملون من أجل الإصلاح الاجتماعي بالنيابة عن الفقراء في مناطقهم. وقد مارست الكنيسة الكاثوليكية سلطة سياسية كبيرة أثناء الحكم الاستعماري الأوروبي في كل بلاد أمريكا اللاتينية. وقد سيطرت الكنيسة على التعليم والمستشفيات وامتلكت ضيعات شاسعة المساحة، وممتلكات غيرها.
تملك الكنيسة الرومانية الكاثوليكية شبكة واسعة من الجامعات والمدارس الكاثوليكية العديد من المدارس الكاثوليكية في أقطار القارة المختلفة تعتبر أفضل المدارس ومدراس النخبة، كذلك الأمر بالنسبة للجامعات الكاثوليكية فمثلًا جامعة يونيفرسيداد بونتفشالي كاتوليكا دي تشيلي هي في المركز الثاني بين 100 جامعة في أمريكا اللاتينية وذلك وفقاً للتصنيف للتصنيف الأكاديمي لجامعات العالم. ومن الجامعات الكاثوليكية المرموقة الجامعة البابوية الكاثوليكية في الأرجنتين في بوينس آيرس، ويونيفرسيداد كاتوليكا دي قرطبة في كوردوبا، والجامعة البابوية في ساو باولو، ويونيفرسيداد كاتوليكا دي بوغوتا في بوغوتا، يونيفرسيداد كاتوليكا دي كراكاس في كراكاس والجامعة البابوية الكاثوليكية في ليما وغيرها من الجامعات. وتقدم المستشفيات الكاثوليكية خدمات شتى في المجال الصحيّ والطبي.
يعود حضور الكاثوليكية في القارة إلى البعثات التبشيرية الإسبانية والبرتغالية والفرنسية التي أرسلت الكهنة خاصًة من اليسوعيين من أجل تحويل السكان الأصليين للكاثوليكية، وقد تعزز الوجود الكاثوليكي بفضل الهجرة الكبيرة من الدول الأوروبية إلى القارة حيث هاجر الملايين إليها بشكل خاص من الأصول الإيطالية والإسبانية والبرتغالية. وتشمل كذلك أصول أوروبية أخرى كالألمانية والآيرلندية، والفرنسية، والكرواتية والإنكليزية غالبية هؤلاء المهاجرين كانوا من خلفية دينية كاثوليكية وحملوا معهم الثقافة الكاثوليكية وتقاليدها إلى القارة اللاتينية.
عدد الكاثوليك الذين يمارسون شعائر الدين فعلاً يختلف من قطر إلى اَخر. إن كثيرًا من الذين ينتمون إلى أصول هندية أو مستيزو أو إفريقية بشكل خاص يمزجون الشعائر الكاثوليكية مع العقائد الروحية لثقافاتهم التقليدية. مما أدّى إلى نشأة ثقافة كاثوليكية مميزة خاصًة في البرازيل والبيرو حيث دمج الأفارقة الذين وصلوا القارة كعبيد وحررّوا من ذلك فيما بعد والشعوب الأصلية في القارة تقاليدهم الدينية مع الكاثوليكية.

### البروتستانتية

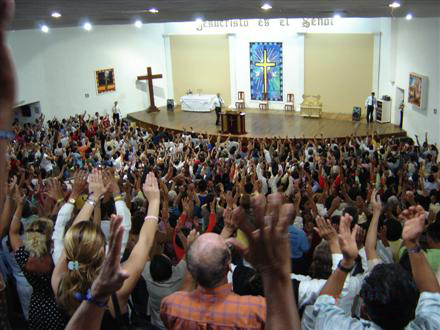
كنيسة إنجيلية في.

في الآونة الاخيرة ازدادت أعداد ونمو البروتستانتية خاصًة الكنائس الانجيلية والخمسينية في أمريكا الجنوبية ووفقًا لدراسة نشترها معهد بيو سنة 2014 وصلت نسبة البروتستانت في أمريكا اللاتينية إلى حوالي 19%، الجدير بالذكر أن في البرازيل وحدها يصل أعداد البروتستانت إلى 40 مليون. ويعتبر أعضاء الكنائس البروتستانتية خاصًة الخمسينية والإنجيلية المجموعات الأكثر نموًا وانتشارًا في أمريكا اللاتينية الآن. أعلى نسب للبروتستانت في أمريكا اللاتينية تتواجد في هندوراس (41%)، وغواتيمالا (41%)، ونيكاراغوا (40%) والسلفادور (36%).
تُحظى البروتستانتية الإنجيلية والخمسينيّة في معدلات حضور مرتفعة من ناحية الانتظام للطقوس الدينية مقارنًة بباقي الجماعات الدينية فضلًا عن وجود أغلبية من الملتزمين دينيًا. كما يميل الشباب البروتستانتي في أمريكا الجنوبية أن يكون أكثر تدينًّا والتزاما ونشاطًا من الناحية الدينيّة مقارنًة بباقي الشباب من الطوائف الدينيَّة الأخرى.
تواجدت جاليات تاريخية بروتستانتية في أمريكا الجنوبية منها الكنيسة الأنجليكانية والمشيخية والتي يعود تأسيسها إلى موجات المهاجرين الإنكليز والاسكتلنديين ولها حضور بارز في الأرجنتين والأوروغواي وجنوب البرازيل، وجلب المهاجرين الألمان والإسكندنافيين المذهب اللوثري والذي له حضور بارز في تشيلي كما وجلب أيضًا المهاجرين الألمان مذهب تجديدية العماد المتواجدة كمجتمعات صغيرة في الباراغواي، فنزويلا والمكسيك. كما وجلبت موجات المهاجرين الإيطاليين مذهب الولدينسية والتي لها اليوم حضور في الأرجنتين والأوروغواي.

### الكنائس المسيحية الشرقية

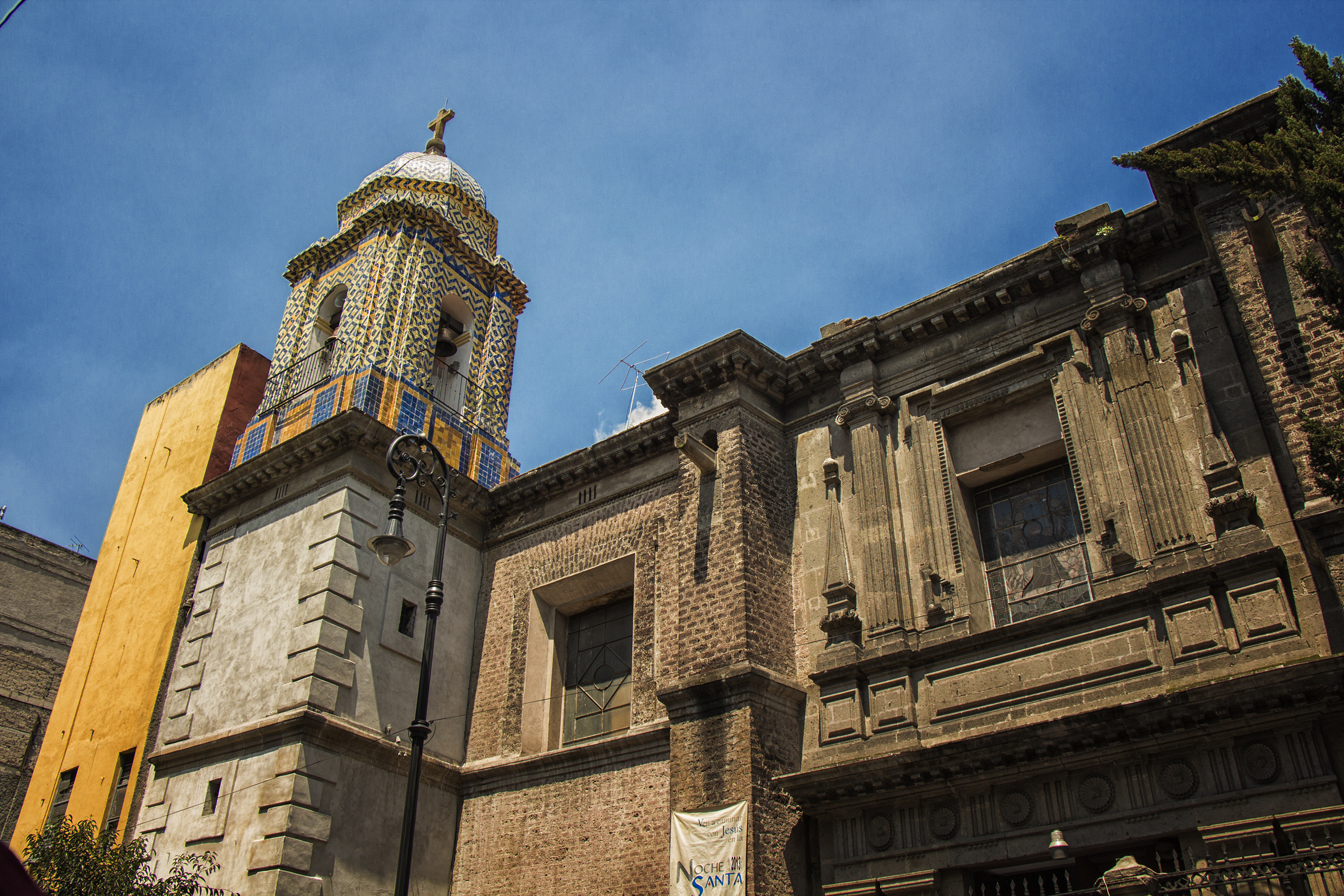
الكاتدرائية المارونيّة الأنطاكية في مكسيكو سيتي،.

هناك تواجد ملحوظ للكنائس المسيحية الشرقية في القارة وتتكون هذه الكنائس من موجات المهاجرين المسيحيين العرب خاصًة من اللبنانيين من الموارنة، والسوريين، والمسيحيين الفلسطينيين، بالإضافة إلى موجات المهاجرين من الأرمن واليونانيين والروس والأوكرانيين وغيرهم من الشعوب التي يعود أصولها إلى أوروبا الشرقية.
يعود أصول الغالبية الساحقة من العرب المسيحيون في أمريكا الجنوبية أساسًا إلى ما هو الآن سوريا ولبنان، والغالبية العظمى منهم أتباع الكنائس المسيحية الشرقية والكنيسة الرومانية الكاثوليكية. كثيرًا ما يطلق على العرب مصطلح توركوس ويرجع ذلك إلى حقيقة أن العديد من الدول العربية كانت تحت سيطرة الإمبراطورية العثمانية في الوقت الذي بدأت فيه موجة الهجرة الكبيرة، ودخل معظم العرب الشوام إلى البلاد مع هويات تركية وكان قد هرب الكثير من العرب الشوام خاصًة المسيحين منهم من سياسة التي اتبعتها العثمانيين. في حين أصول موجات المهاجرين من الأرمن إلى تركيا بعد المذابح الأرمنية وبوغروم إسطنبول يذكر أن غالبية اليونانيين في أمريكا الجنوبية هم من أتباع الكنيسة اليونانية الأرثوذكسية أمّا الأوكرانيين فأغلبهم أتباع الكنائس الكاثوليكية الشرقية.

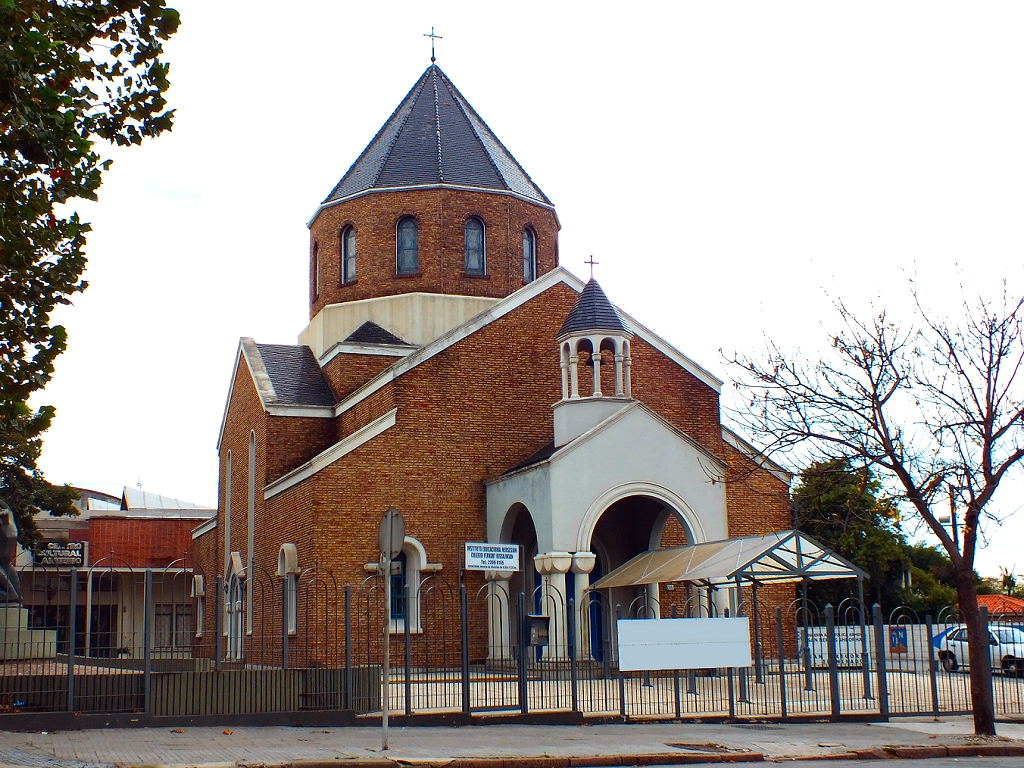
كنيسة الأرمن الأرثوذكس في مونتيفيديو،.

تتواجد في البرازيل، الأرجنتين، تشيلي وفنزويلا والمكسيك مجتمعات مسيحية مشرقية بارزة ومندمجة بشكل جيد في أمريكا اللاتينية، ويبرزون في مجال الأعمال التجارية، التجارة، الخدمات المصرفية، الصناعة، والسياسة. ويعتبر المسيحيون العرب خصوصًا الموارنة إلى جانب الأرمن في أمريكا اللاتينية «أغنياء ومتعلّمين وذوي نفوذ». وتركت الجاليات المسيحية الشرقية بصمات واضحة بشكل واسع.
وفقًا لتقرير في صحيفة الإندبندنت، فإنّ الآلاف من الفلسطينيين المسيحيين «هاجروا إلى أمريكا اللاتينية في سنوات 1920 عندما تعرضت فلسطين إلى الجفاف والكساد الاقتصادي الشديد». اليوم تتواجد أكبر جالية فلسطينية وفلسطينية مسيحية خارج العالم العربي خصوصًا تلك الموجودة في أمريكا اللاتينية وتصل أعدادهم بنصف مليون فلسطيني في أمريكا اللاتينية والوسطى منهم 80 إلى 85% من المسيحيين الفلسطينيين. وتضم التشيلي أكبر جالية فلسطينية مسيحية في العالم خارج منطقة فلسطين حيث يصل أعدادهم إلى 350,000، وتعود أصول غالبيتهم إلى بيت جالا وبيت لحم وبيت ساحور ويعتبرون من الأقليات الناجحة جدًا إذ أن الغالبيّة مهم ينتمون إلى الطبقة العليا والوسطى ومن المتعلمون كما وقد برز عدد منهم في السياسة والاقتصاد والثقافة.
هناك جاليات فلسطينية مسيحية كبيرة أيضًا في السلفادور، هندوراس، البرازيل، كولومبيا، الأرجنتين، فنزويلا وغيرها من الدول، وتتمركز في مدينة ساو باولو في البرازيل أكبر أبرشية لكنيسة الروم الملكيين الكاثوليك في العالم وتعود أصول غالبية أعضاء الأبرشية لبلاد الشام وأعضاء الأبرشية هم من الشخصيات والنخب السياسيَّة والاجتماعية والاقتصادية النافذة في البلاد وبالتالي تعتبر الأبرشية من الأبرشيات الثرية والنخبويّة في البرازيل.

## ديموغرافيا

### حسب الدول

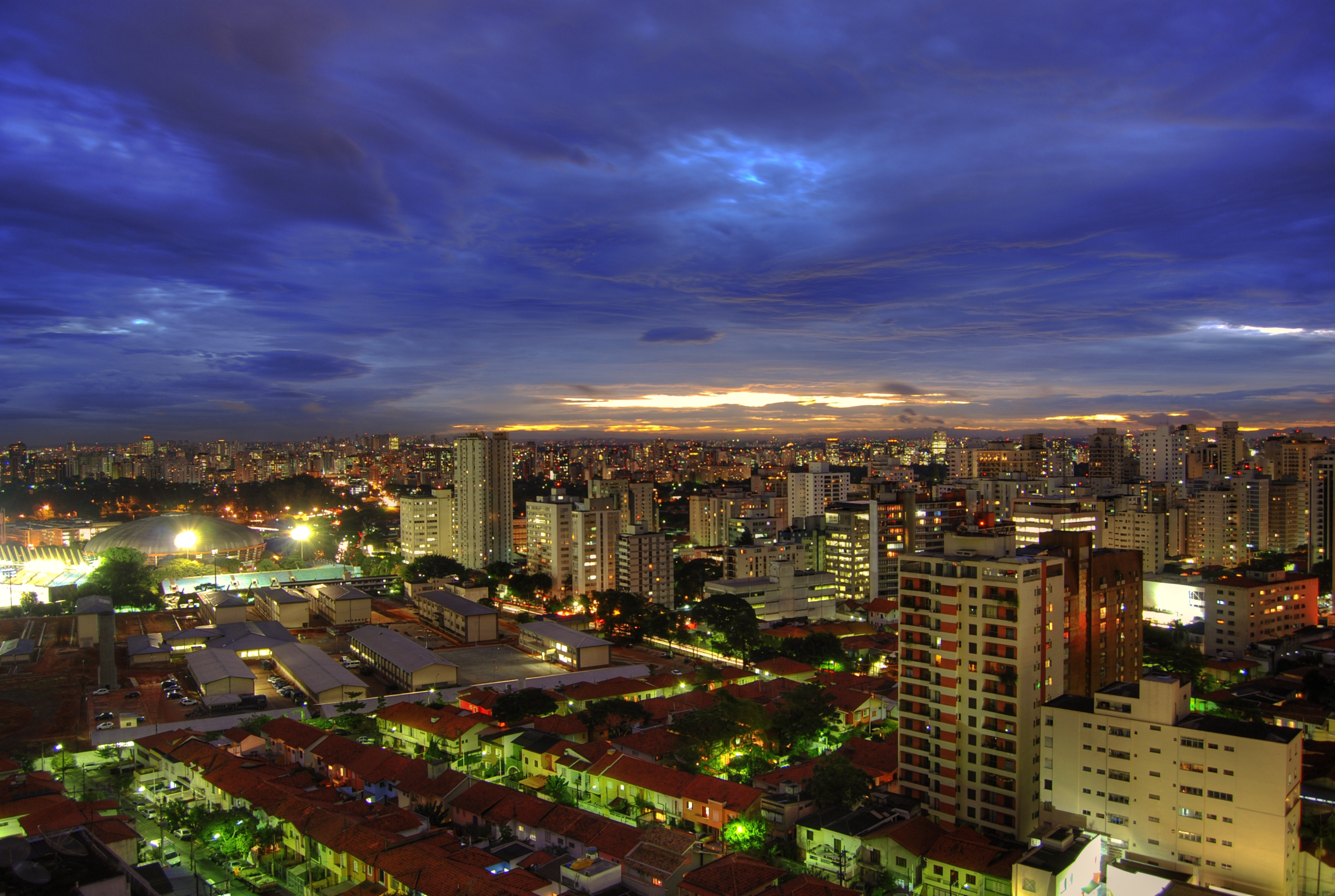
ساو باولو ثاني أكبر مدينة كاثوليكية في العالم؛ اسم المدينة تعني القديس بولس باللغة البرتغالية.

القائمة تستعرض الدول التي تضم على أكبر عدد من السكان المسيحيين؛ القائمة أُخذت من دراسة قام بها مركز بيو عام 2010:
| مرتبة | دولة            | عدد المسيحيين | نسبة المسيحيين | المذهب السائد                 |
| ----- | --------------- | ------------- | -------------- | ----------------------------- |
| 1     | البرازيل        | 175,770,000   | 90.2%          | كاثوليكية من ثم البروتستانتية |
| 2     | كولومبيا        | 42,810,000    | 92.5%          | كاثوليكية                     |
| 3     | الأرجنتين       | 34,420,000    | 85.2%          | كاثوليكية                     |
| 4     | البيرو          | 27,800,000    | 95.6%          | كاثوليكية                     |
| 5     | فنزويلا         | 25,890,000    | 89.3%          | كاثوليكية                     |
| 6     | تشيلي           | 15,310,000    | 89.5%          | كاثوليكية من ثم البروتستانتية |
| 7     | الإكوادور       | 13,610,000    | 94.1%          | كاثوليكية                     |
| 8     | بوليفيا         | 9,330,000     | 93.9%          | كاثوليكية                     |
| 9     | باراغواي        | 6,260,000     | 96.9%          | كاثوليكية                     |
| 10    | الأوروغواي      | 1,960,000     | 58.2%          | كاثوليكية                     |
| 11    | غيانا           | 490,000       | 64.9%          | بروتستانتية                   |
| 12    | سورينام         | 270,000       | 51.0%          | كاثوليكية وبروتستانتية        |
| 13*   | غويانا الفرنسية | 200,000       | 84.4%          | كاثوليكية                     |
| 14*   | جزر فوكلاند     | 2,200         | 67.2%          | بروتستانتية                   |

## الثقافة والحياة الدينية

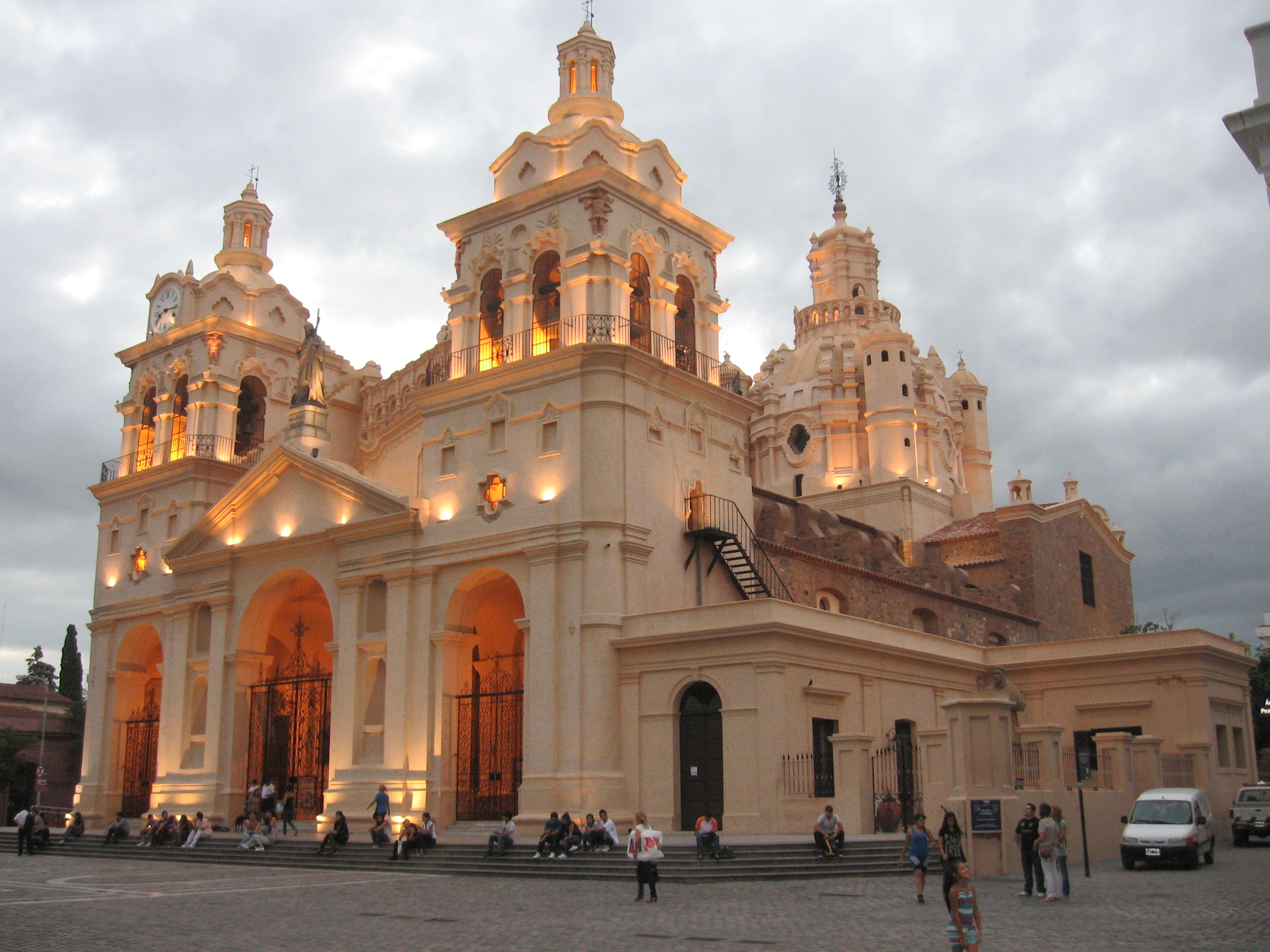
كاتدرائية كوردوبا، تحتوي المدينة على العديد من المباني التاريخية الكاثوليكية.

لعبت المسيحية دورًا هامًا في ثقافة أميركا الجنوبية، لا سيّما في مجالات العلوم والطب. ويمكن ملاحظة ذلك في مظاهر تقاليد المنطقة الفنية، بما في ذلك الرسم ةالأدب والموسيقى، وفي مجالات العلوم والسياسة، كذلك فان أولى الجامعات في أمريكا اللاتينية تأسست على يد الكنيسة الكاثوليكية أقدمها جامعة سانيا كروز في المكسيك وجامعة توما الأكويني في جمهورية الدومنيكان وجامعة سان ماركوس الوطنية في البيرو وجامعة قرطبة الوطنية في الأرجنتين.
المشهد والثقافة الكاثوليكية متجذّرة ومتداخلة في أمريكا الجنوبية يظهر ذلك في الفنون واللغة والحياة السياسية والقانون والموسيقى والحياة الاجتماعية وحياة الأسرة حيث كانت العائلة وما زالت دائمًا ذات أهمية فائقة في ثقافة وتقاليد أمريكا اللاتينية.

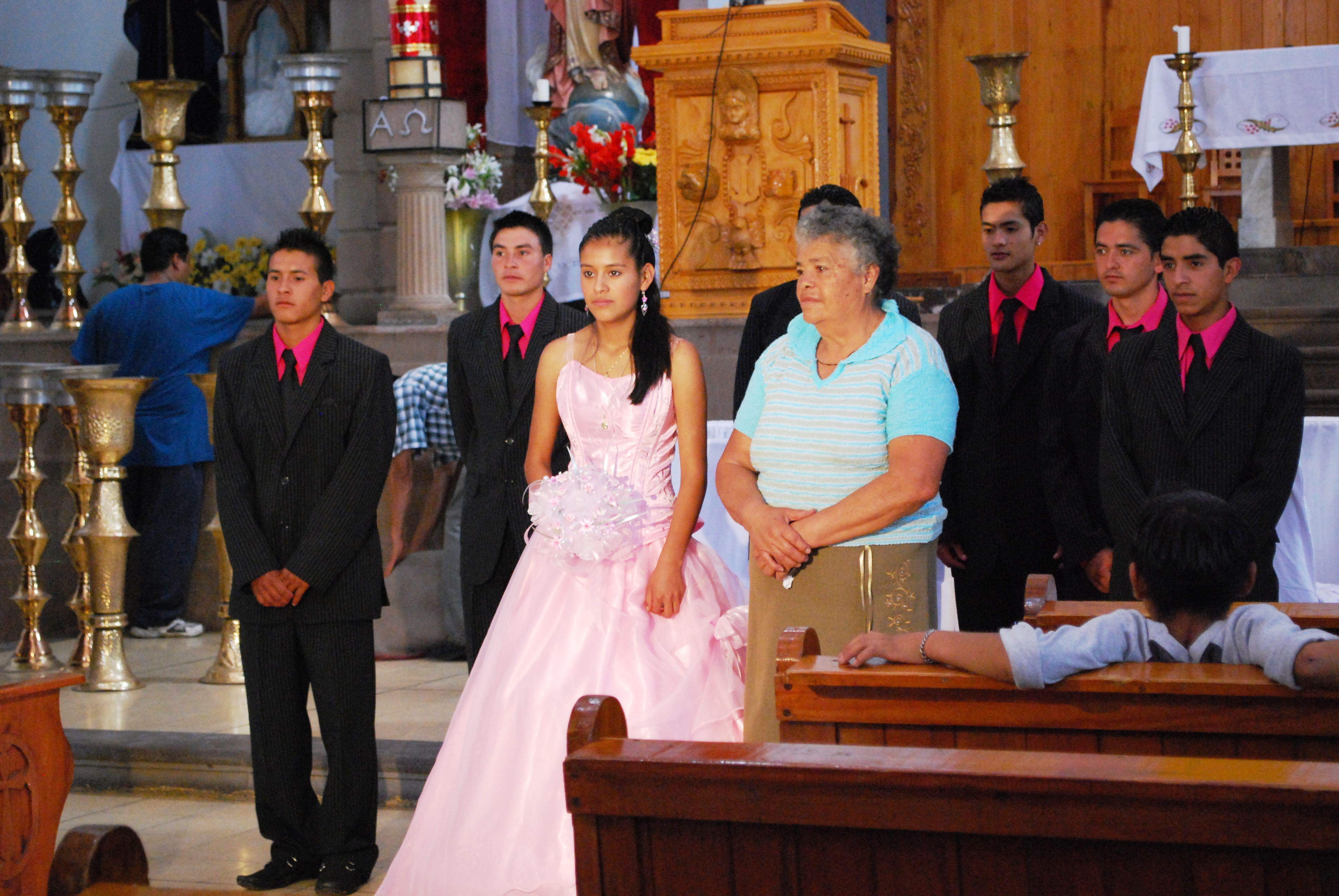
ذكرى سر الميرون في.

كما أن الاحتفالات المسيحية الشعبية متجذرة منذ قرون حيث تُقام سنويًا في معظم المدن والبلدات والقرى الأمريكية اللاتينية الاحتفالات بالقديسين الشفعاء وتنتشر في الثقافة اللاتينية الكرنفالات وهي احتفالات كبرى تسبق الصوم الكبير، والمهرجانات الدينية الخاصة في عيد الميلاد وعيد الفصح ومسيرات الجمعة الحزينة.
ومن التقاليد المسيحية اللاتينيّة هي الاحتفال في يوم الاسم (بالإسبانيّة: onomásticos) و (بالبرتغاليّة: onomástico) وهو تقليد منتشر في كثير من البلدان في أمريكا الوسطى وأمريكا الجنوبية بحيث يٌحتفل في يوم من أيام السنة المرتبطة باللاسم الشخصي للفرد. العادة نشأت مع تقويم القديسين للكنيسة الرومانية الكاثوليكية، حيث يحمل المؤمنين، اسم قديس معين، وبطبيعة الحال سيحتفل في يوم عيد هذا القديس. في كثير من البلدان، ما يزال يبقى الاحتفال بيوم الاسم شعبيًا خاصًة في المناطق التي تسودها الكاثوليكية. وفي الوقت الراهن، أصبح تقليد الاحتفال بيوم الاسم (بالإسبانيّة: onomásticos) و (بالبرتغاليّة: onomástico) أكثر علمانية، في العائلات التقليدية يتم الاحتفال به عمومًا بجو احتفالي ويتم تبادل الهدايا كما كان في الماضي. ويتم حضور القداس، ويتبعه احتفال عائلي حميم.
تضع الثقافة اللاتينيَّة الكاثوليكية قيمة عالية للأسرة، وتحبذ الثقافة الكاثوليكية اللاتينية على إنجاب الأطفال باعتبارهم من أهم القيم في الحياة الأسرية. غالبَا ما تميل الأسر المسيحيَّة اللاتينية إلى أن تكون متماسكة ولديها علاقات متينة مع الأسرة الموسعة والتي تشمل الأقرباء، تٌرّكز الثقافة المسيحية اللاتينية على دور الأجداد في تنشئة الأطفال.
تلعب الأسرة الممتدة دورًا هامًا للعديد من العائلات المسيحية اللاتينية، وتعتبر لبّ وقلب التجمعات العائليّة الطقوس الدينية التي تُقام في الكنيسة الرومانية الكاثوليكية على وجه الخصوص. مثل التعميد، وأعياد الميلاد، أول قربانة، التثبيت، وحفلات الزفاف. ويلعب العرّاب دورًا هامًا في هذه الطقوس. تبدو العلاقة بين الوالدين والعرابين أو المعاونين لهم مهمة ومميزة بطريقة خاصة. حيث يترتب على تلك العلاقات التزامات ومسؤوليات متبادلة قد تكون مفيدة اجتماعيًا للمشاركين.

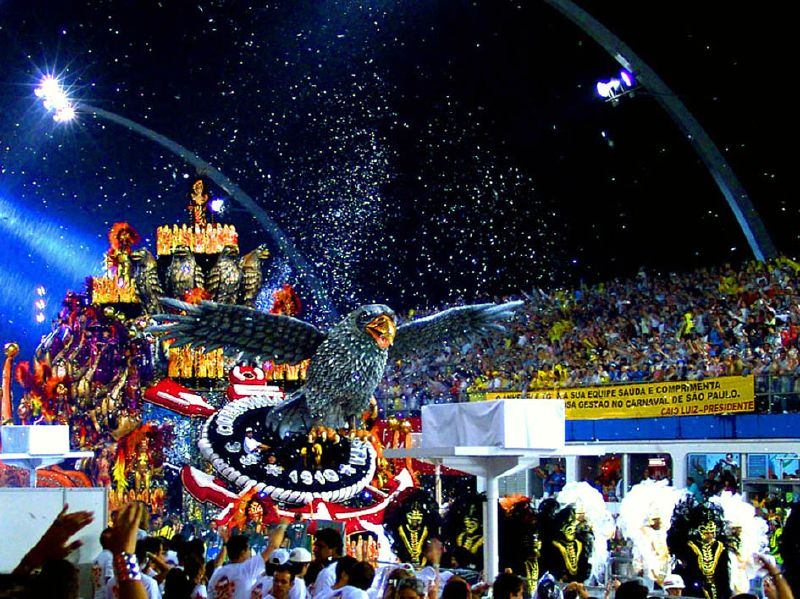
كرنفال ريو دي جانيرو في  البرازيل: تتخذ الإحتفالات المسيحية اللاتينيَّة طابعًا اجتماعيًا مميزًا.
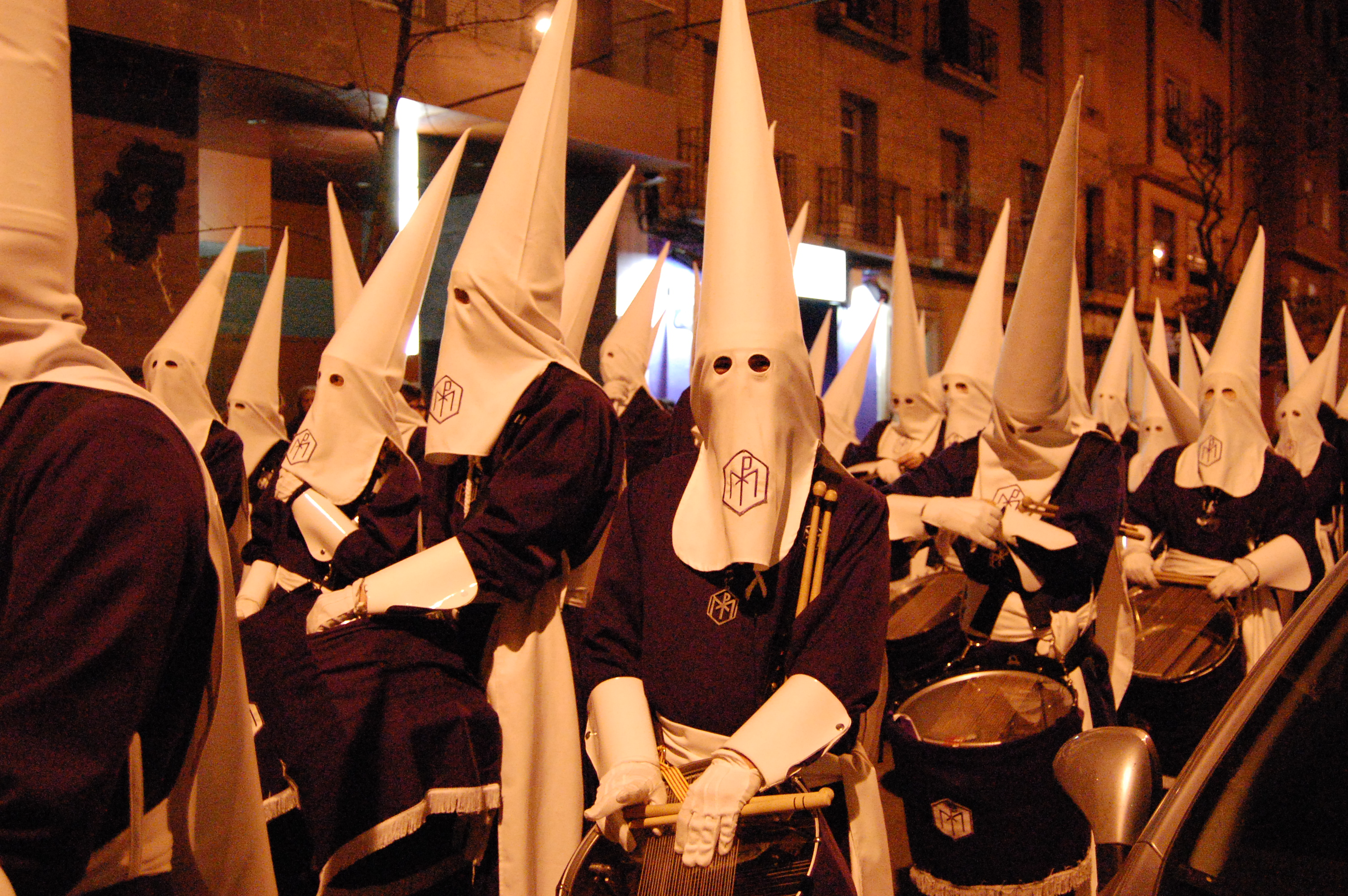
مسيرة مكونَّة من فرق النزارينو خلال درب الصليب في  كوبا.
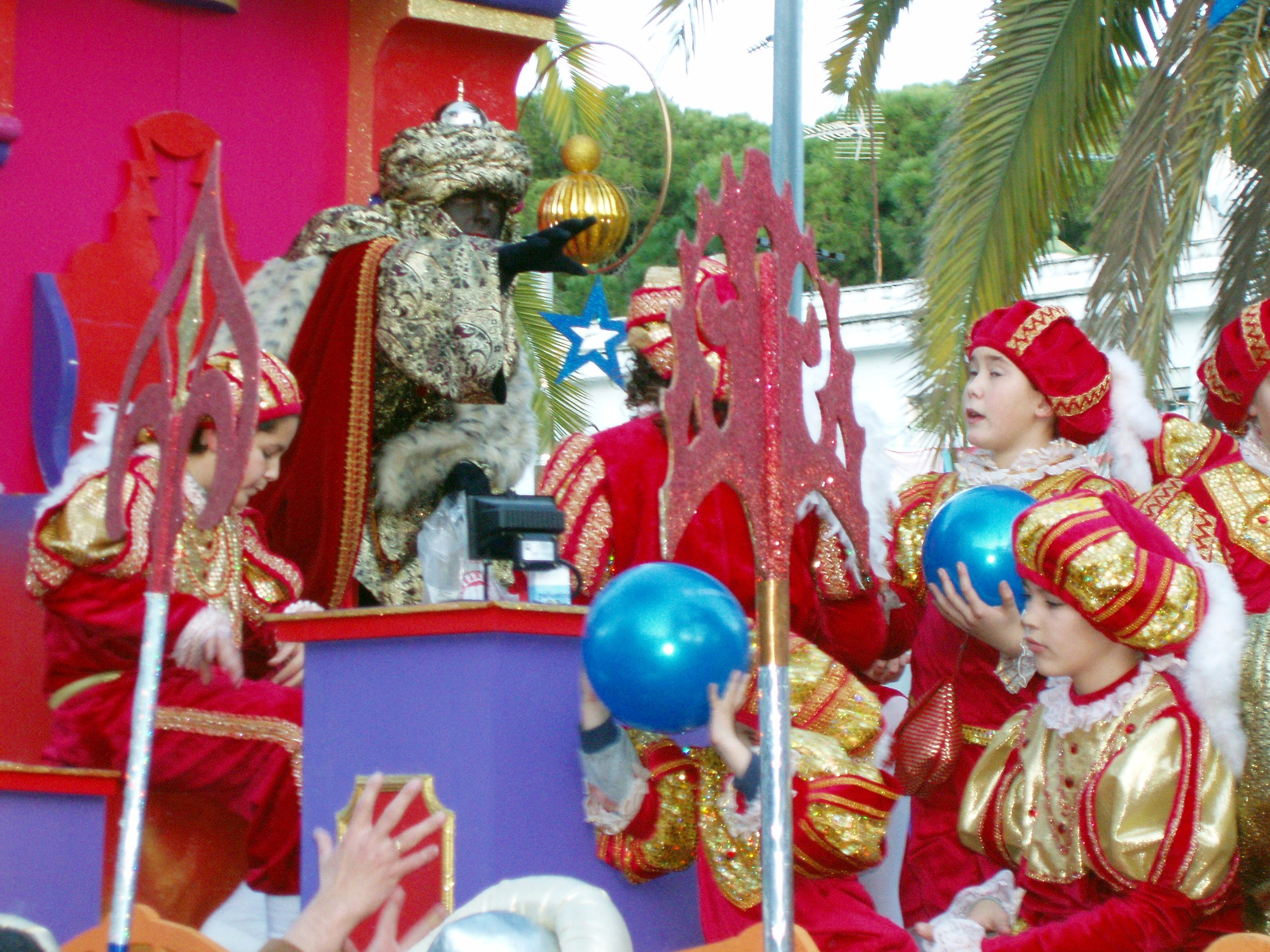
تقديم الهدايا من قبل المجوس الثلاثة في  بورتوريكو وهي تقاليد من التراث الكاثوليكي اللاتيني.
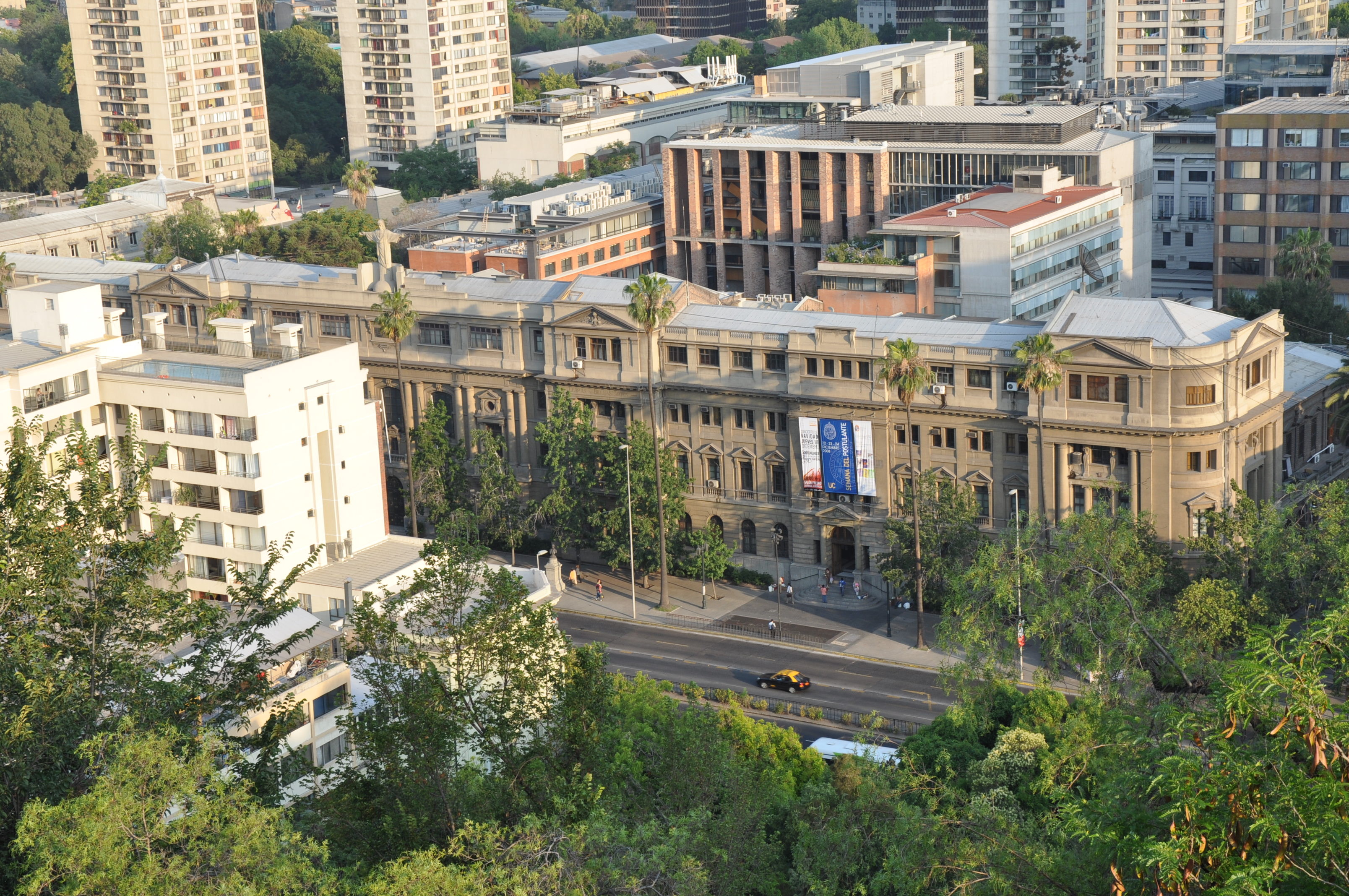
الجامعة البابويَّة في سانتياغو،  تشيلي؛ صُنفت حسب التصنيف الأكاديمي في مقدمة جامعات أمريكا الجنوبية.
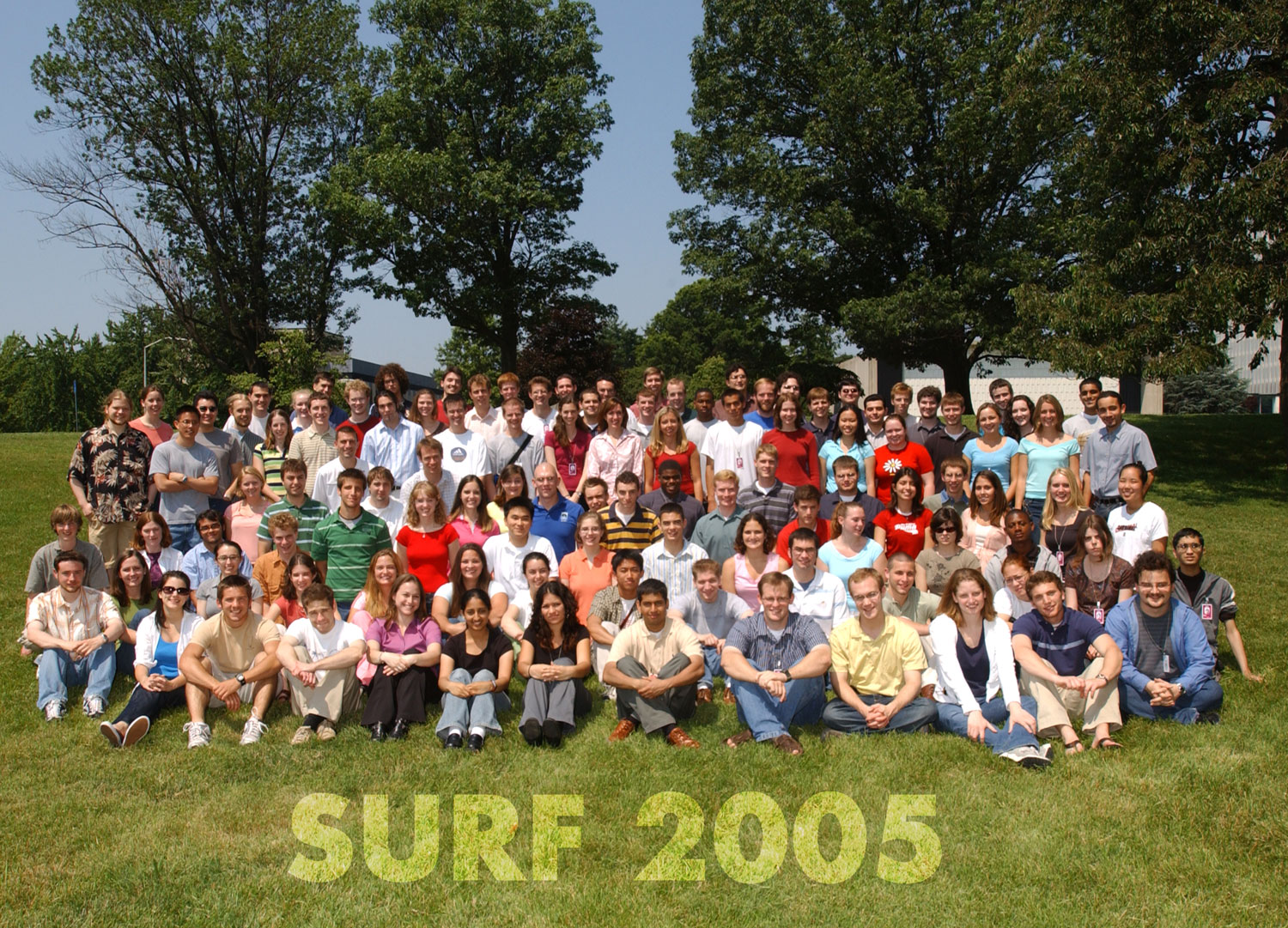
صورة تذكاريّة لطلاب مدرسة كاثوليكية ثانوية في  باراغواي.
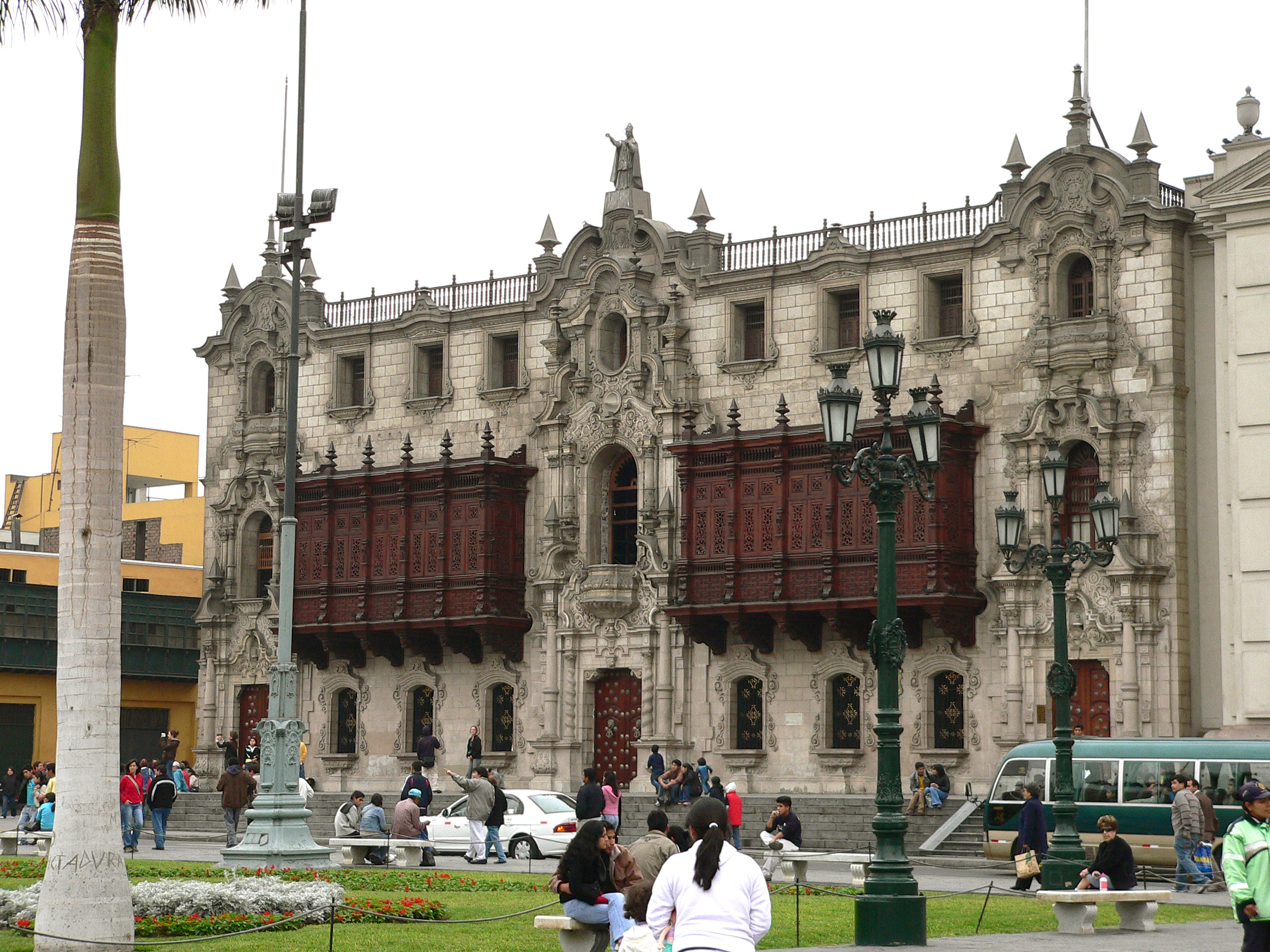
قصر مطرانيَّة مدينة ليما في  بيرو.
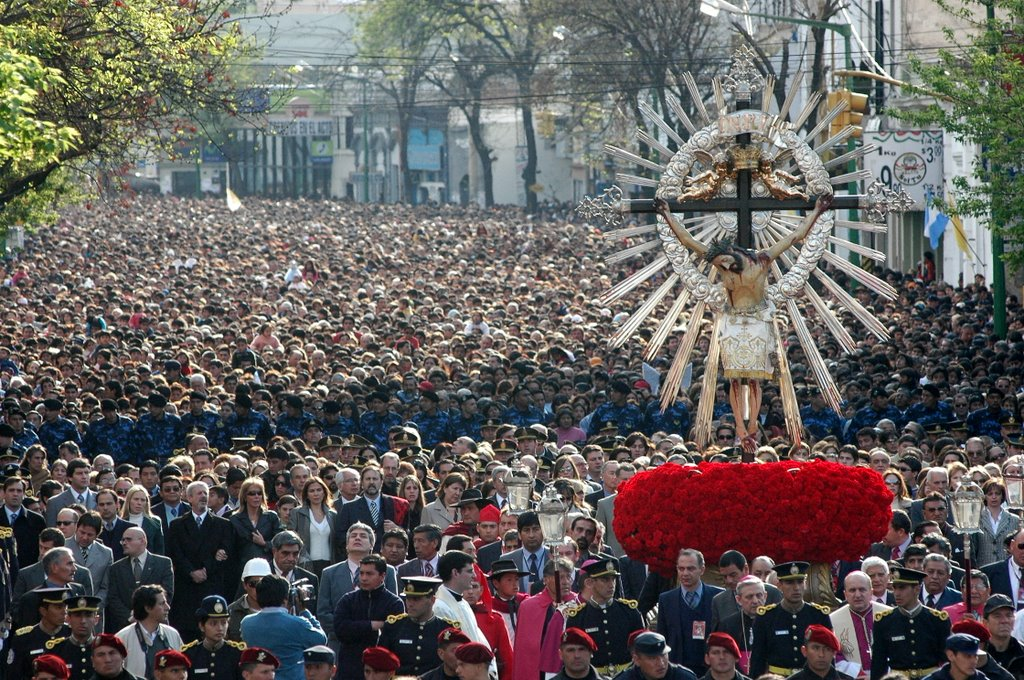
تطواف الشعانين في  الأرجنتين.
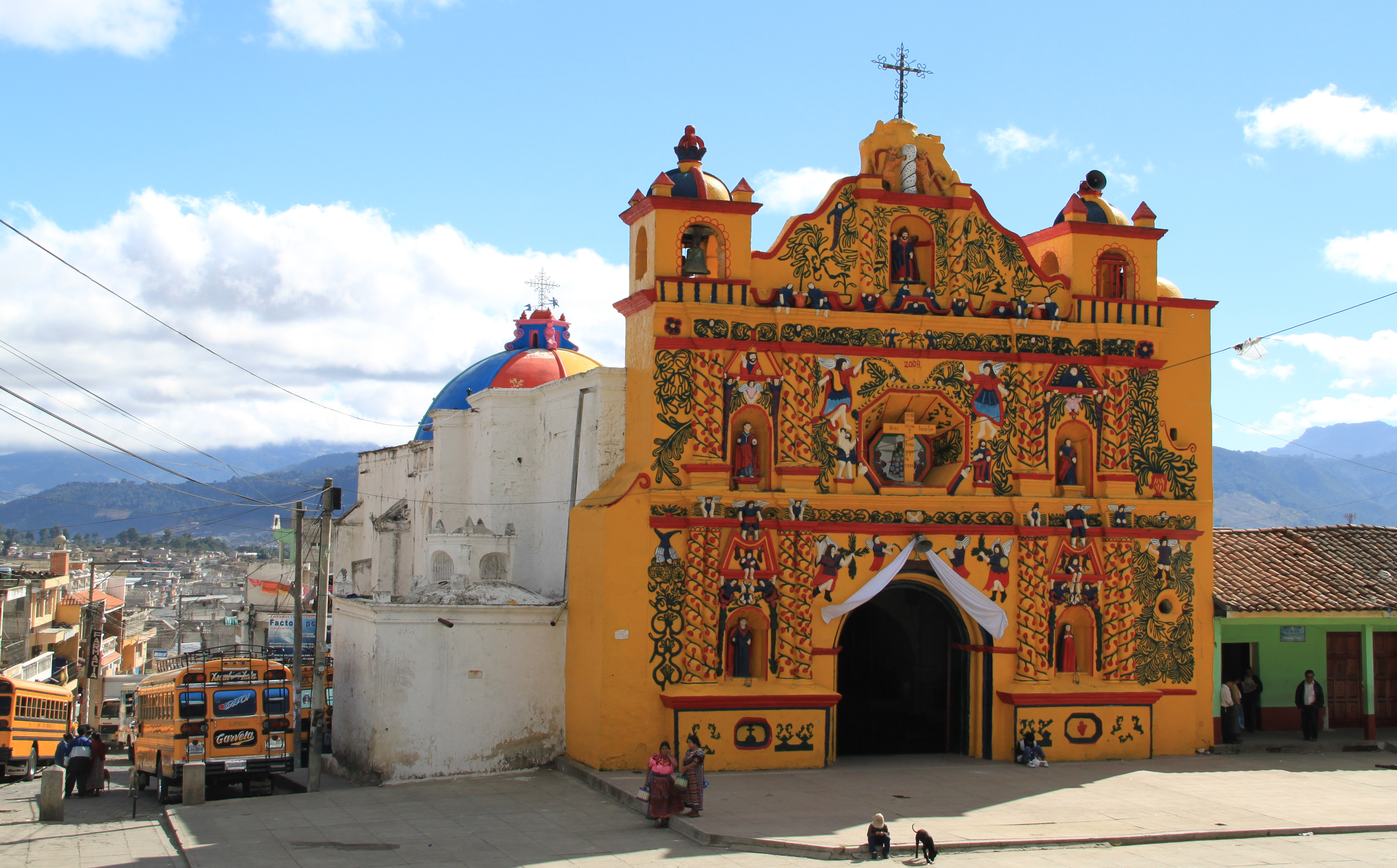
كنيسة في سان أندريس خيكول في  غواتيمالا.
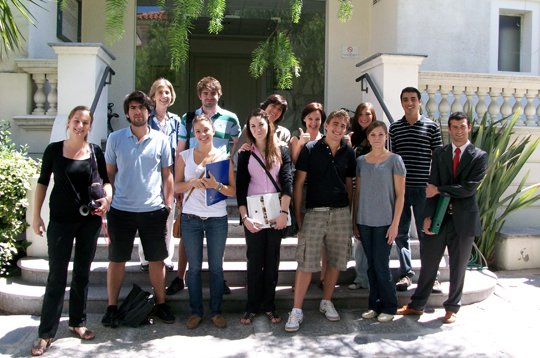
طلاب مدرسة ثانوية ولدينيسية في  الأوروغواي.
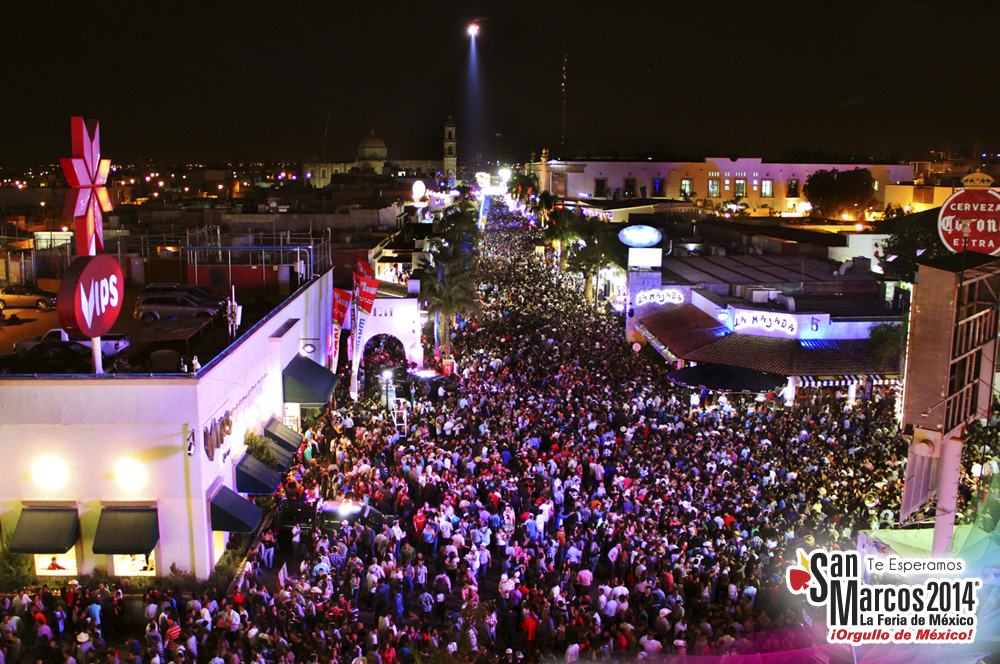
احتفالات يوم القديس مرقس؛ في  فنزويلا.

## لاهوت التحرير

أوسكار روميرو، أيقونة لاهوت التحرير.

أمريكا الجنوبية هي منشأ لاهوت التحرير فقد ظهرت داخل الكنيسة الكاثوليكية حركة إصلاح دعيت بلاهوت التحرير، والتي ناضلت من أجل العدالة الاجتماعية والقضاء على الفقر والديكتاتورية والدفاع عن المظلومين.
ففي بداية القرن العشرين ارتبطت الكنيسة الكاثوليكية ارتباطًا وثيقًا بالقيادات العسكرية والأثرياء من كبار ملاك الأراضي الذين تحكموا في كثير من حكومات أمريكا اللاتينية. ولكن مع ذلك ومنذ نهاية الستينيات من القرن العشرين ازداد نشاط الكنيسة في النضال من أجل حقوق الإنسان والعدالة الاجتماعية. وقد قام كثير من قيادات الكنيسة بنقد حكومات أمريكا اللاتينية بشدة لفشلها في توفير الخدمات المناسبة للفقراء.
يعتقد أتباع لاهوت التحرير بأن الله يتحدث للبشرية بشكل خاص عن طريق المعدمين وبأن الكتاب المقدس لا يمكن فهمه إلا من منظور الفقراء. وترى هذه المدرسة بأن الكنيسة الكاثوليكية في أمريكا الجنوبية تختلف بشكل جوهري عن نظيرتها في أوروبا، لأن كنيسة أمريكا اللاتينية كانت دائماً من ولأجل الطبقة الفقيرة.
في سبيل بناء كنيسة هذه القارة تأسست ما عرفت باسم «جماعات الأساس» (بالإسبانيّة: communidades de base)، وهي عبارة عن مجموعات مسيحية محلية يتراوح عدد أفراد كل منها بين عشرة وثلاثين شخص تقوم بوظيفتين أساسيتين، الأولى دراسة الكتاب المقدس والثانية تلبية الاحتياجات الملحة لأبناء الكنيسة من طعام وماء وبنية تحتية للصرف الصحي وأيضاً الكهرباء. تألفت تلك الجماعات بالغالب من العلمانيين وانتشرت في مختلف أنحاء أمريكا الجنوبية.
تاريخ ولادة لاهوت التحرير يُؤرخ عادة مع بداية المؤتمر العام لأساقفة أمريكا اللاتينية في كولومبيا عام 1968، حيث أصدر الأساقفة في هذا المؤتمر وثيقة تؤكد على حقوق الفقراء وتقول بأن الدول الصناعية الكبرى قد اغتنت على حساب دول العالم الثالث. وقد كتب النص الأساسي لهذه الحركة (بالإسبانيّة: Teología de la liberación) عام 1971، بيد غوستاف غيتييرز وهو قسيس ولاهوتي من البيرو. وكان من أبرز وجوه الحركة رئيس أساقفة السلفادور أوسكار أرنولفو روميرو (اغتيل عام 1980) واللاهوتي البرازيلي ليوناردو بوف والأب اليسوعي جون سوبرينو ورئيس الأساقفة هيلدر كامارا من البرازيل.
اشتد بريق نجم حركة لاهوت التحرير في أمريكا الجنوبية في فترة السبعينات، وبسبب تورطها في النضال السياسي لأجل المحرومين ضد هيمنة النخب الغنية انتقدت الحركة بشدة من قبل الفاتيكان، واعتبرتها الكثير من الشخصيات الكاثوليكية امتداداً للماركسية في الكنيسة واتهمت بالمدافعة عن توجهات الحركات اليسارية. وفي التسعينات حاولت الكنيسة الكاثوليكية بشخص البابا يوحنا بولس الثاني الحد من تأثير الحركة وذلك عن طريق تعيين أساقفة أكثر تحفظاً في البرازيل وفي دول القارة الأخرى.

## مواقع خارجية
- المسيحية في الامريكتين: تقرير حول حجم السكان المسيحيين وتوزعهم في الامريكتين